# Phalaenopsis gigantea
Phalaenopsis gigantea là một loài lan đặc hữu của Borneo.

## Hình ảnh

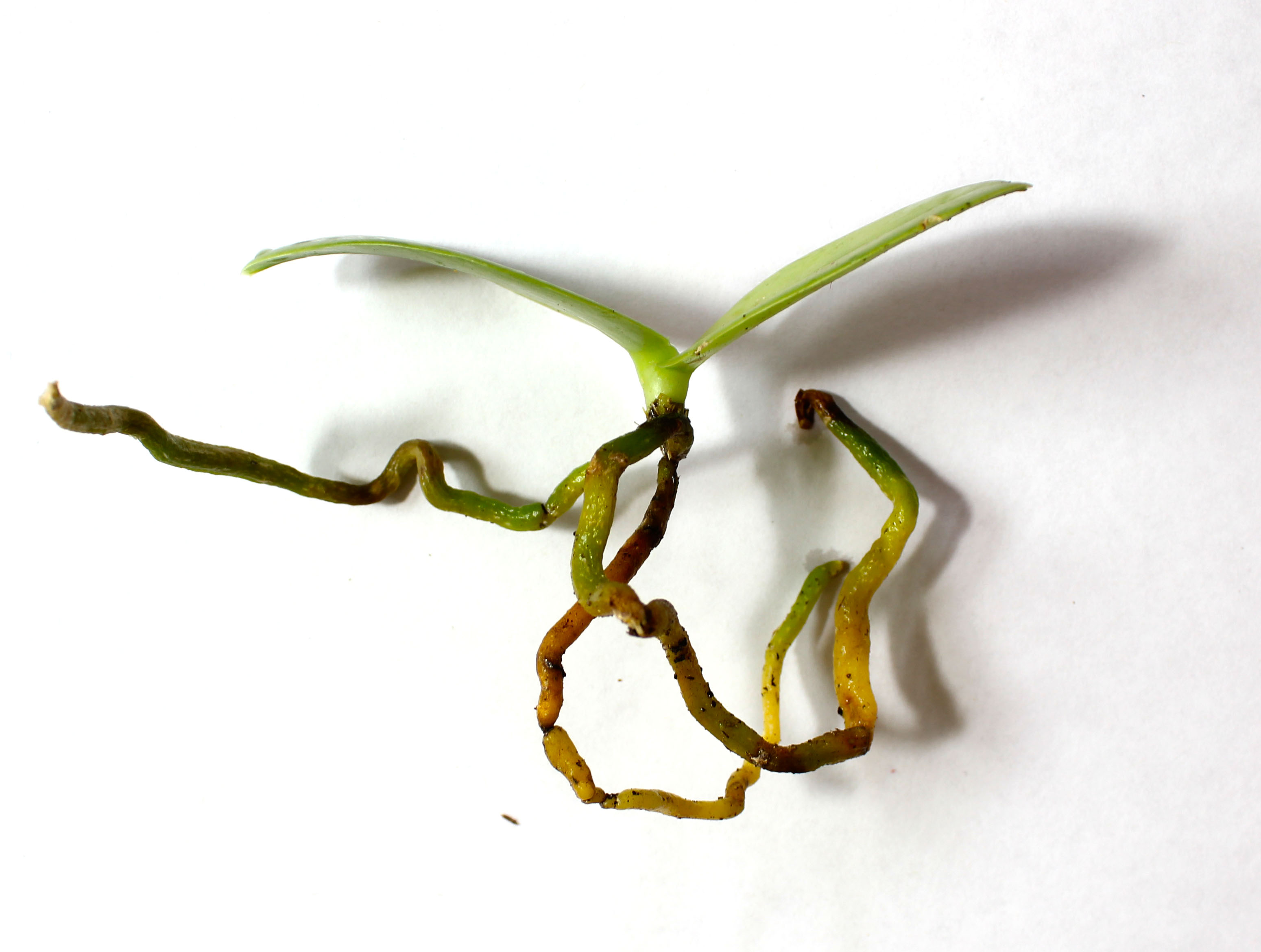
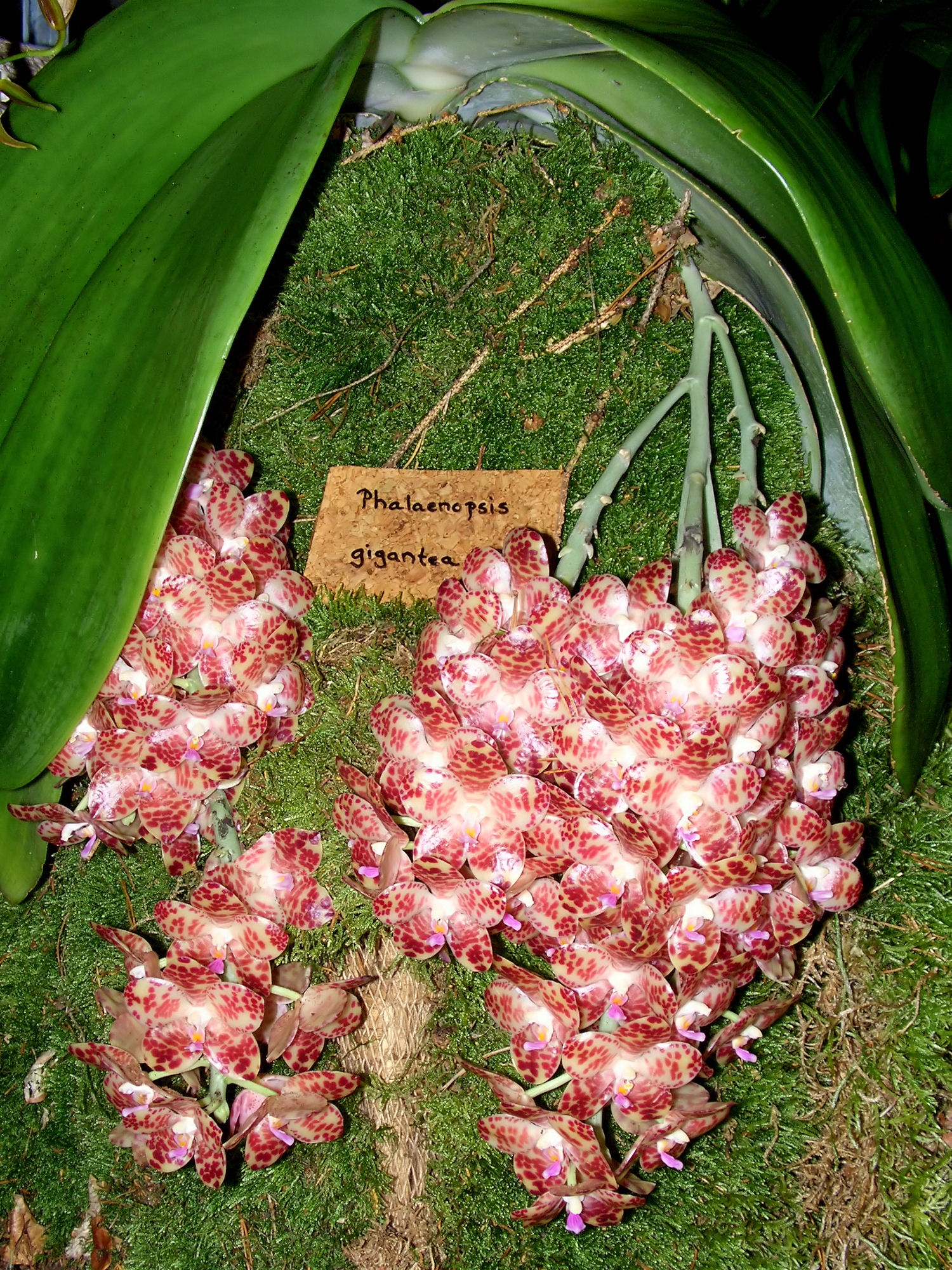
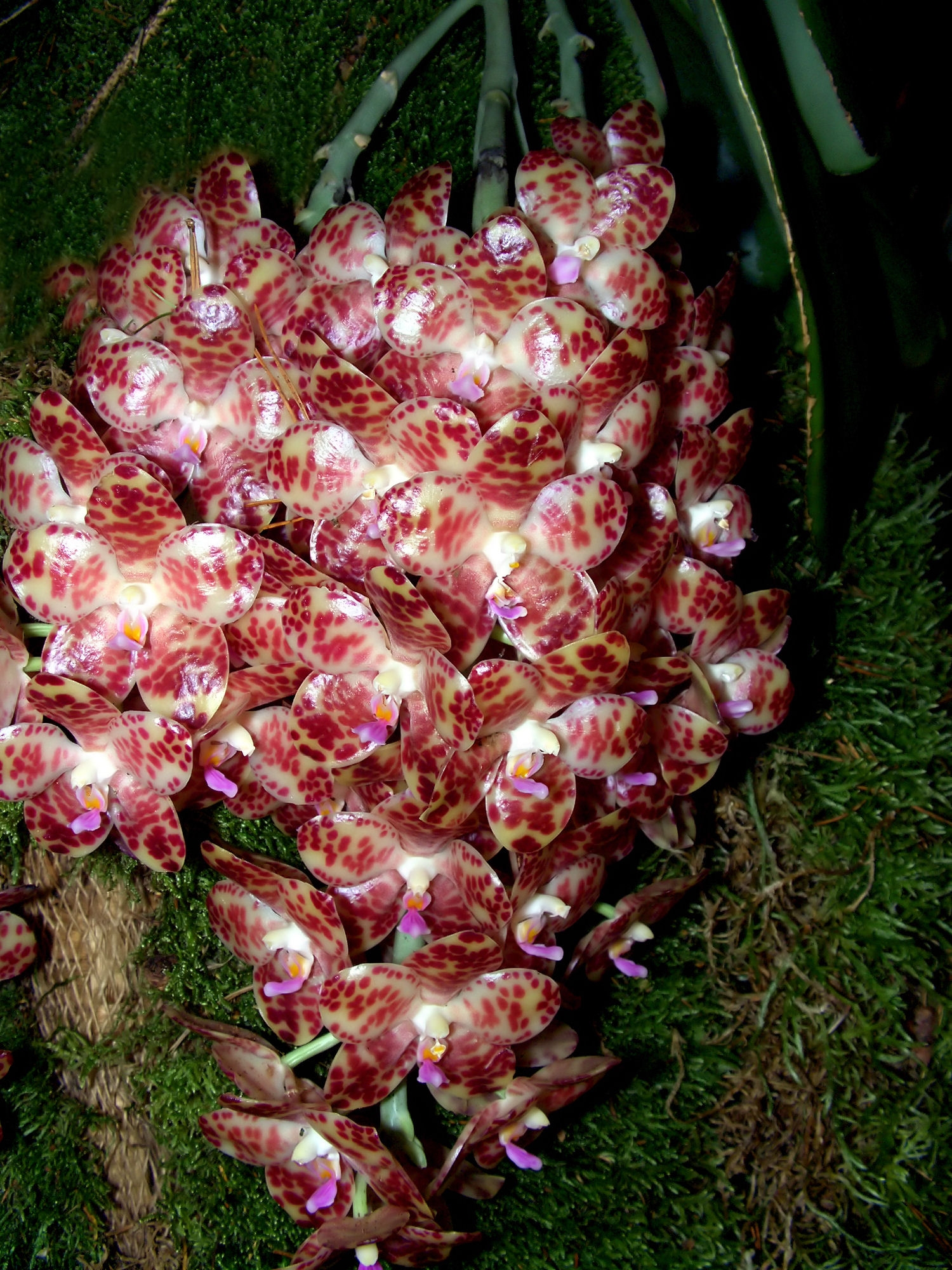
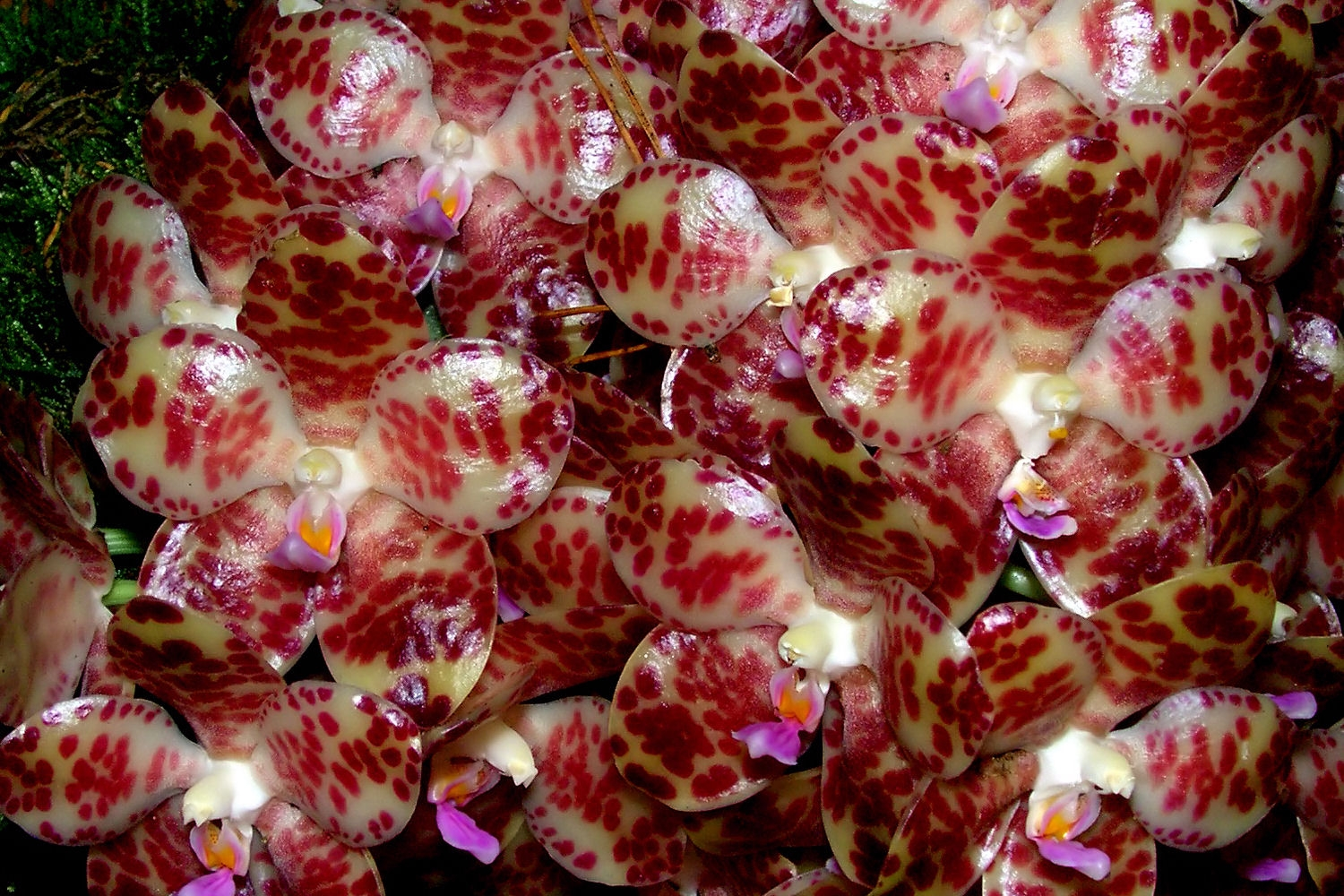